# San Miguel (condado de San Luis Obispo)
San Miguel es un lugar designado por el censo ubicado en el condado de San Luis Obispo en el estado estadounidense de California. En el año 2000 tenía una población de 1.427 habitantes y una densidad poblacional de 331.9 personas por km².

## Geografía
San Miguel se encuentra ubicado en las coordenadas 35°45′5″N 120°41′43″O / 35.75139, -120.69528. Según la Oficina del Censo, la ciudad tiene un área total de 4,3 km² (1,7 mi²), de la cual 4,3 km² (1,7 mi²) es tierra y 0 km² (0 mi²) 0.00% es agua.

## Demografía
Los ingresos medios por hogar en la localidad eran de $33,264, y los ingresos medios por familia eran $32,847. Los hombres tenían unos ingresos medios de $26,216 frente a los $20,134 para las mujeres. La renta per cápita para la localidad era de $15,444. Alrededor del 10.2% de la población estaban por debajo del umbral de pobreza.